# Catí Labeó
Catí Labeó (en llatí Catinus Labeo) va ser un magistrat romà del segle ii aC.
Va ser pretor l'any 190 aC i va rebre com a província l'illa de Sicília. En parla Titus Livi.
No se sap si és la mateixa persona que l'anomenada Gai Atini Labeó també mencionat per Livi, que va ser tribú de la plebs per l'any 197 aC. Més tard, el 195 aC apareix com a pretor peregrí.